# 優 (工藤静香の曲)
「優」（ゆう）は、工藤静香の通算27枚目のシングル。1996年6月5日発売。発売元はポニーキャニオン。

## 概要
「7」「蝶」に続く、一文字の曲名シングルの3作目。表題曲「優」は、工藤が自身の母を想い書いた詞である。この曲は東映系映画『極道の妻たち〜危険な賭け』（公開日：1996年6月1日）の主題歌に採用された。映画には工藤自身も岩下志麻の娘役で出演している。ちなみに映画出演は、東宝系映画『未来の想い出 Last Christmas』（公開日：1992年8月29日）以来のこととなる。なお、主題歌を担当するのは初めて。
カップリング曲「ルナ ‐月の女神‐」は、工藤主演の東映系映画『爆走!ムーンエンジェル -北へ』（公開日：1996年5月18日）の主題歌に採用された。こちらの映画に工藤は女性トラッカー役で出演しており、自らが乗るデコレーション・トラックのペインティング・デザインも担当した。「ルナ ‐月の女神‐」は、シングルより先に1996年5月17日発売のアルバム『doing』に収録されていた曲で、同アルバムには『爆走!ムーンエンジェル -北へ』の挿入歌も収録されている。
「優」は西川史子がお気に入りの曲と発言している。

## 収録曲
全作詞：愛絵理 
1. 優
作曲・編曲：中崎英也
  - 映画『極道の妻たち〜危険な賭け』主題歌
2. ルナ ‐月の女神‐
作曲：鈴木キサブロー　編曲: 澤近泰輔
  - 映画『爆走! ムーンエンジェル -北へ』主題歌
3. 優 （less vocal）

## 収録アルバム
- 優
  - She Best of Best
  - ミレニアム・ベスト
  - Shizuka Kudo 20th Anniversary the Best
- ルナ ‐月の女神‐
  - doing （11thアルバム）